# Сан-Грегорио-да-Сассола
Сан-Грегорио-да-Сассола (итал. San Gregorio da Sassola) — коммуна в Италии, располагается в регионе Лацио, в провинции Рим.
Население составляет 1543 человека (2008 г.), плотность населения составляет 44 чел./км². Занимает площадь 35 км². Почтовый индекс — 10. Телефонный код — 0774.
Покровителем коммуны почитается святитель Григорий Великий, папа Римский, празднование 12 марта.

## Демография
Динамика населения:

## История и искусство
В Сан-Грегорио поселился режиссер Андрей Тарковский после съемок фильма «Ностальгия», купив старый двухэтажный дом с тремя комнатами. Тарковский планировал перестроить его, но не успел из-за болезни.

## Администрация коммуны
- Официальный сайт: https://web.archive.org/web/20080401231732/http://www.sangregoriodasassola.info/